# Kolumbie
Kolumbie, plným názvem Kolumbijská republika, je stát v Jižní Americe, který je součástí karibské Jižní Ameriky. Jako jediná země Jižní Ameriky se rozkládá u obou oceánů, na pobřeží Karibiku, tedy i Atlantského oceánu, a Tichého oceánu. Sousedí s Venezuelou, Brazílií, Peru, Ekvádorem a Panamou. Počet obyvatel dosahuje více než 50 milionů. Hlavním městem je Bogotá. Obyvatelé mluví španělsky a hlásí se ke katolické církvi.
Kolumbie je republika a unitární stát. Je čtvrtou největší latinskoamerickou ekonomikou. Na kolumbijské území zasahuje Amazonský deštný prales, takže země má vysokou biodiverzitu, druhou největší na světě. Je také jednou z nejvíce etnicky a jazykově rozmanitých zemí světa, s bohatým kulturním dědictvím, v němž lze rozeznat vlivy indiánské, evropské i africké. Kolumbie je členem sdružení rozvojových států CIVETS či Pacifické aliance.
Kolumbie byla osídlena kolem roku 12 000 př. n. l., původní obyvatelé (Indiáni) vytvořili řadu kultur jako Muisca, Quimbaya a Tairona. Španělé vstoupili do Kolumbie v roce 1499 a do poloviny 16. století si podmanili a kolonizovali většinu území. Založili Místokrálovství Nová Granada a Santafe de Bogotá (dnešní Bogotá), z něhož učinili hlavní město. Nezávislost na Španělsku byla získána v roce 1819. Vznikl stát zvaný Velká Kolumbie, který však zanikl velmi brzy, již v roce 1830, kvůli národnostním neshodám. Odtrhl se od něj Ekvádor a Venezuela a v roce 1831 vznikl nový stát Republika Nová Granada. V roce 1858 ho nahradila Granadská konfederace a roku 1863 Spojené státy kolumbijské. Roku 1886 vznikla současná Kolumbijská republika, ovšem v roce 1903 se od ní odtrhla Panama. Ve 2. polovině 20. století v zemi probíhala válka mezi vládou a levicovými gerilami (zem. FARC) a také drogovými kartely. Tyto boje byly ukončeny v roce 2012, respektive 2017, a očekává se, že to umožní nový ekonomický rozvoj.

## Dějiny
Lovecko-sběračské skupiny jsou v okolí dnešní Bogoty doloženy z období 12 000 let př. n. l. (archeologická naleziště El Abra a Tequendama). V nalezišti San Jacinto byla nalezena keramika, jde o nejstarší keramiku v celé Americe, pochází z období 5 000–4 000 př. n. l. Krátce poté se předpokládá přechod k zemědělské kultuře. Od 1. tisíciletí začínají odborníci rozlišovat jednotlivé indiánské kultury. Nejvýznamnější z nich byly Muisca a Tairona, které tvořili Čibčové. Dále to byly kultury Quimbaya, Tierradentro a San Agustín. Těžily a zpracovávaly kovy. Na vrcholu mocenské pyramidy těchto společností stáli náčelníci zvaní kasikové. Nejrozvinutější mocenský systém vyvinuli Čibčové, kteří sídlili v oblasti Boyacá a Cundinamarca, a kteří dokonce vytvořili nadkmenovou konfederaci (tzv. Konfederace Muizca), jež bývá obvykle označována za nejpokročilejší v domorodé Americe, hned po říši Inků. O velikosti indiánské populace v Kolumbii v době příchodu Španělů se vedou spory, odhady se pohybují mezi 1,6 až 7 miliony. Čibčové vyráběli předměty ze zlata, které se později staly velkým lákadlem pro kolonisty. V San Agustínu po sobě indiáni zanechali pozoruhodnou nekropoli.
První Španělé se na tomto území usadili roku 1514. Po založení měst Santa Marta (1525) a Cartagena (1533) bylo pobřeží pevně ve španělských rukou a započala kolonizace vnitrozemí. Conquistador Gonzalo Jiménez de Quesada, který byl puzen vidinou bájného Eldoráda, při tažení k jihu kolonizoval rozlehlou oblast podél řeky Magdalena, porazil mocný indiánský kmen Čibčů a roku 1538 založil město Bogotu (Santa Fé de Bogotá), nazval celou oblast El nuevo reino de Granada (Nové granadské království – podle maurského granadského království v jižním Španělsku, dobytého roku 1492).
V Bogotě byla v letech 1548–1549 zřízena audiencie (soudní a poradní dvůr) a od roku 1564 úřad guvernéra, podléhajícího místokráli v Limě. Protože cestování mezi oběma městy bylo zdlouhavé, došlo roku 1717 k vyčlenění nového místokrálovství Nová Granada z dosavadního místokrálovství Peru. Místokrálovství představovala nejvyšší územní jednotku španělské správy v Americe. Původně byla jen dvě – Nové Španělsko se sídlem v Mexiku (Severní a Střední Amerika a karibské ostrovy) a Peru (Jižní Amerika a Panama) se sídlem v Limě. Nyní se Nová Granada stala třetím a později (1776) přibylo ještě čtvrté místokrálovství La Plata se sídlem v Buenos Aires (Argentina, Uruguay, Paraguay a Bolívie).

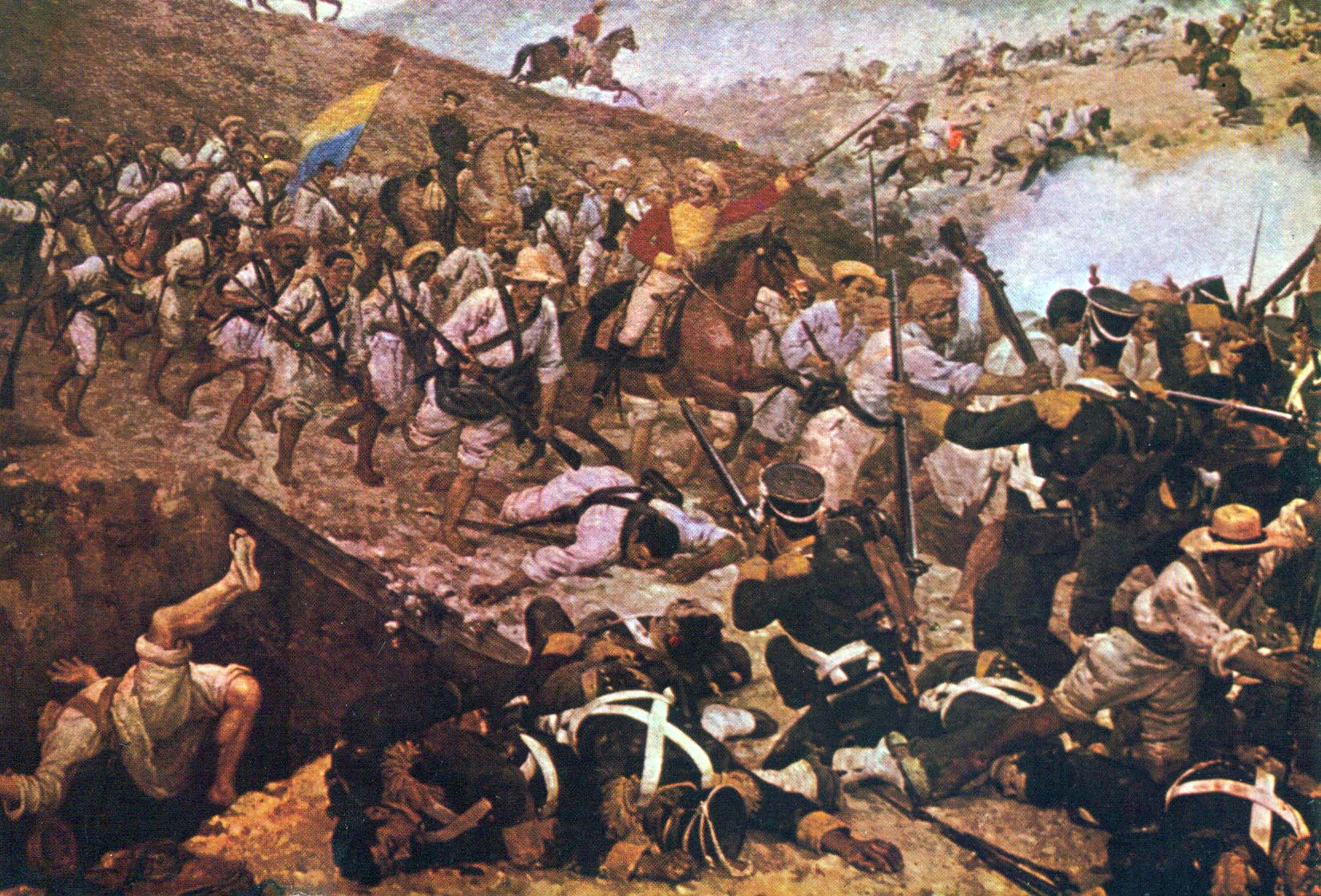
Bitva u Boyacá

Od konce 18. století se v Kolumbii odehrávala častá protišpanělská povstání. Vyvrcholením byla bitva u Boyacá (1819), ve které Simón Bolívar dokázal porazit španělské oddíly. V roce 1821 byl jmenován prezidentem nově vzniklé Velké Kolumbie (dnešní Kolumbie, Venezuela, Panama, od 1822 Ekvádor). Ta se roku 1830 opět rozpadla na Novou Granadu (Kolumbie, Panama), Venezuelu a Ekvádor. V roce 1903 byla na popud USA odtržena Panama (kvůli stavbě průplavu).
Od konce 19. století probíhají v zemi četné boje mezi konzervativci a liberály nebo levicovými radikály. Ty vyústily v guerillovou a občanskou válku. V 60. letech 20. století vznikají levicově orientované gardy: Revoluční ozbrojené síly Kolumbie (FARC) a o něco umírněnější Národní osvobozenecká armáda (ELN). Proti nim stojí vedle kolumbijské armády pravicová paramilitární organizace Spojená sebeobrana Kolumbie (AUC), která vznikla až v roce 1997. Mezi jejich praktiky patří mimo jiné únosy civilistů nebo dokonce jejich zabíjení. Vláda se od té doby otevřeně hlásí k boji proti rebelům (a její úsilí poslední dobou začíná mít první výsledky) a též k boji s drogami (drogové kartely z Cali a Medellínský kartel nechvalně známého Pablo Escobara vzkvétaly od 70. let do první poloviny 90. let 20. století, kdy byly rozprášeny). Občanská válka v Kolumbii si do roku 2012 vyžádala na 220 tisíc obětí a více než 5 milionů Kolumbijců muselo opustit své domovy.

## Státní symboly

### Vlajka
Kolumbijská vlajka je tvořena listem o poměru stran 2:3 se třemi vodorovným pruhy – žlutým, modrým a červeným v poměru šířek 2:1:1.

### Hymna
Kolumbijská hymna je píseň Himno Nacional de la República de Colombia (česky Státní hymna Kolumbijské republiky) známá též jako „¡Oh gloria inmarcesible!”. Hudbu složil Oreste Síndici a text napsal bývalý kolumbijský prezident Rafael Núñez.

## Geografie

Reliéf země

Kolumbijské břehy se dotýkají jak Karibského moře (délka asi 1800 km), tak i Pacifiku (asi 1500 km). Pevninské hranice sdílí Kolumbie s Panamou (225 km), Ekvádorem (590 km), Peru (1496 km), Brazílií (1643 km) a Venezuelou (2050 km). Sousedními státy na moři jsou Panama, Kostarika, Nikaragua, Honduras, Jamajka, Haiti, Dominikánská republika, Venezuela a Ekvádor.
Kolumbie má celkovou rozlohu 1 138 910 km² a je tak čtvrtou největší zemí Jižní Ameriky po Brazílii, Argentině a Peru. Dále sedmou největší na celém americkém kontinentu. Půda má rozlohu 1 038 700 km² a vodní plochy 100 210 km². Území je rozděleno do pěti geografických regionů: Andská vysočina (má tři pohoří a údolní nížiny), Karibské nížiny, Pacifické nížiny, Llanos a tropický deštný les na jihu Kolumbie. Dále má Kolumbie několik ostrovů v Pacifiku a Atlantiku. Největším z nich je souostroví San Andrés a Providencia v západním Karibiku, které leží 775 km severozápadně od severního pobřeží Kolumbie a 220 km od východního pobřeží Nikaraguy. Souostroví je jedním z 32 kolumbijských departamentů a jeho hlavním městem je San Andrés. V Tichém oceánu leží ostrov Malpelo. Ostrůvek Santa Cruz del Islote patří mezi nejhustěji obydlené ostrovy na Zemi.
Díky rozdílnostem v nadmořských výškách má Kolumbie pozoruhodnou rozmanitost v teplotách. Během ročních období zde však panují pouze malé teplotní rozdíly. Obyvatelné oblasti leží většinou v teplých (pod 900 m n. m.), středních (900 až 1980 m n. m.) a studených (1980 a 2950 m n. m.) klimatických zónách. Srážky jsou největší ve vysokých oblastech Pacifiku a v některých částech jižní Kolumbie.
Andské pohoří se v Kolumbii táhne od jihozápadu (ekvádorské hranice) až na severovýchod (venezuelské hranice). Andy se v Kolumbii dělí na Kolumbijský masiv (Macizo Colombiano) a na tři další pohoří (Východní, Centrální a Západní). Ty vytváří dvě dlouhá údolí – Magdalena a Cauca – jimi protékají stejnojmenné řeky. Nejvyšším bodem Kolumbie není hora v Andách, ale hory v pohoří Sierra Nevada de Santa Marta - Pico Cristóbal Colón vysoký 5775 m n. m. a Pico Simon Bolivar se stejnou nadmořskou výškou.
Jižní část Kolumbie je tvořena savanou a deštným pralesem. Protékají tudy řeky Amazonka a Orinoko. Severní část nazývaná Llanos je region savan (zvláště právě u Orinockého povodí). Jižní část je nazývána Amazonie a je pokryta Amazonským deštným pralesem a patří převážně do amazonského povodí. Na severu a na západě And jsou pobřežní planiny, Karibská na severu a Pacifická na západě. Největším poloostrovem je Guajira na severovýchodě státu.
Kolumbie má pět tradičních krajinných regionů. Andský region, Karibský region, Pacifický region, Orinoquijský region a Amazonský region. Někteří označují ještě za region Insularní region separovaný na pobřeží.

## Politický systém

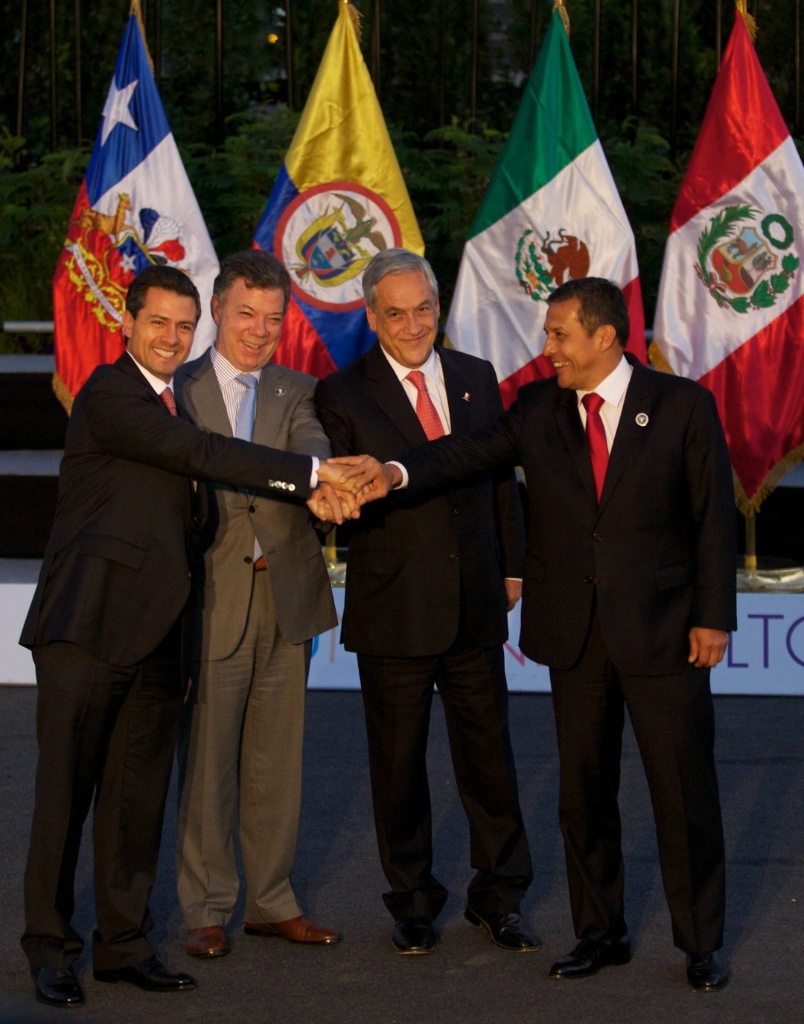
Sjezd Pacifické aliance, kolumbijský prezident druhý zleva

Kolumbie je demokratickou prezidentskou republikou a unitárním státem s decentralizovaným řízením. Současný politický systém vznikl na základě procesu modernizace zahájené přijetím Ústavy v roce 1991. V roce 1998 byl podle pravidel nové Ústavy zvolen prezident, viceprezident, Kongres a regionální zastupitelstva. Nová konstituce charakterizuje zemi jako sociální právní stát, unitární a decentralizovanou republiku s částečnou autonomií regionálních úřadů, založenou na participativní a pluralistické demokracii. Pro vnitropolitickou situaci v zemi byla charakteristická zejména vytrvalá snaha o konsolidaci reforem v politické a ekonomické oblasti. S nástupem prezidenta Uribeho v roce 2002 došlo ke zlepšení mezinárodního postavení Kolumbie, převládala snaha o širší projekci hospodářských výsledků do sociální oblasti, problematika boje proti narkomafii a s ním spojeným terorismem. Politika Uribeho administrativy se projevuje nekompromisním vojenským přístupem k řešení vnitropolitické situace, otevřeným ozbrojeným bojem proti gerile FARC a ELN, tlakem na dodržování lidských práv a bojem proti obchodu s drogami.
Řídící moc v zemi je rozdělena do tří sfér: výkonné, legislativní a justiční. Soudní moc představují Ústavní soud, Nejvyšší soud, Úřad generálního prokurátora a v záležitostech státní správy a administrace Rada státu. V čele kolumbijské vlády, složené z 13 ministrů, stojí prezident republiky. V čele každého z 32 departementů (zde španělsky označovány jako departament) stojí guvernér. Kolumbie je zemí s politickou pluralitou. Kongres se skládá ze Senátu a Sněmovny reprezentantů, rozdělené do 8 stálých komisí. Sněmovna má 162 členů a Senát 102 členy.

### Zahraniční vztahy
Kolumbie je zapojena do několika projektů a organizací na poli latinskoamerické integrace. Je členským státem Společenství latinskoamerických a karibských států, Unie jihoamerických národů, Pacifické aliance, Latinskoamerického hospodářského systému, Latinskoamerického integračního sdružení.

## Administrativní dělení

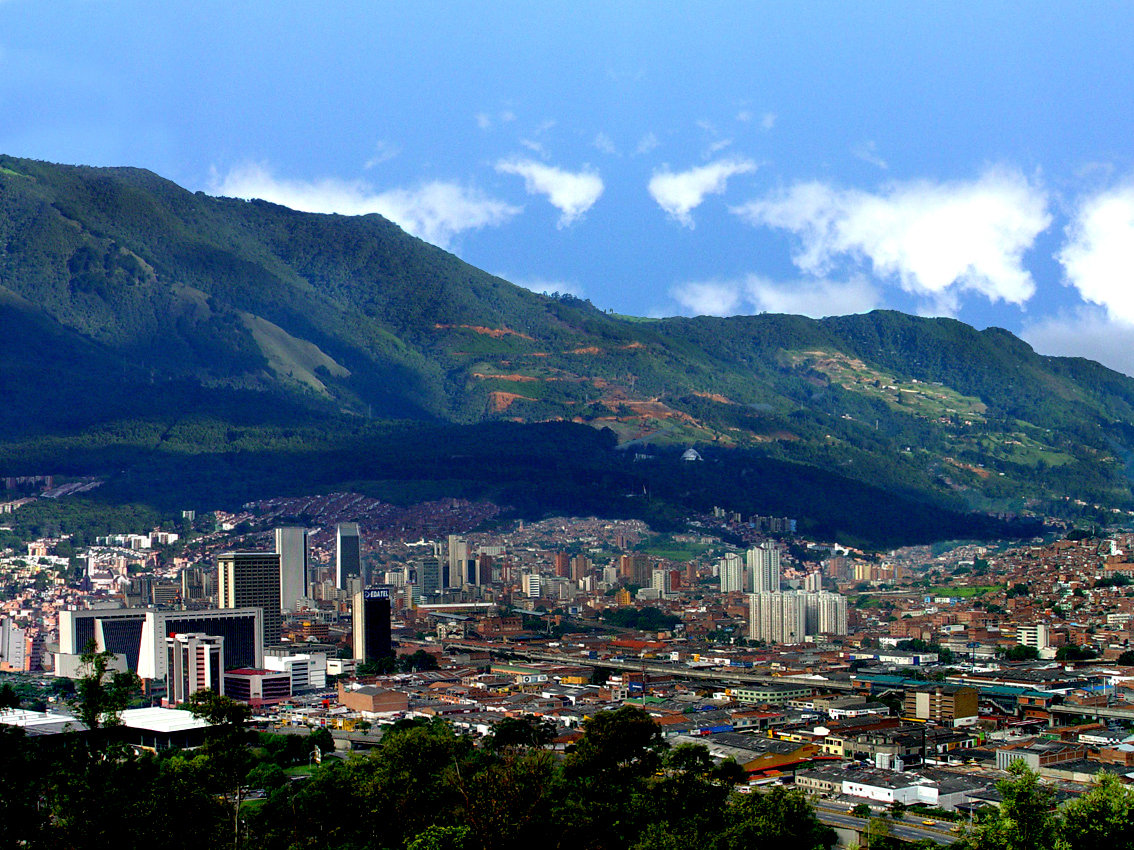
Medellín

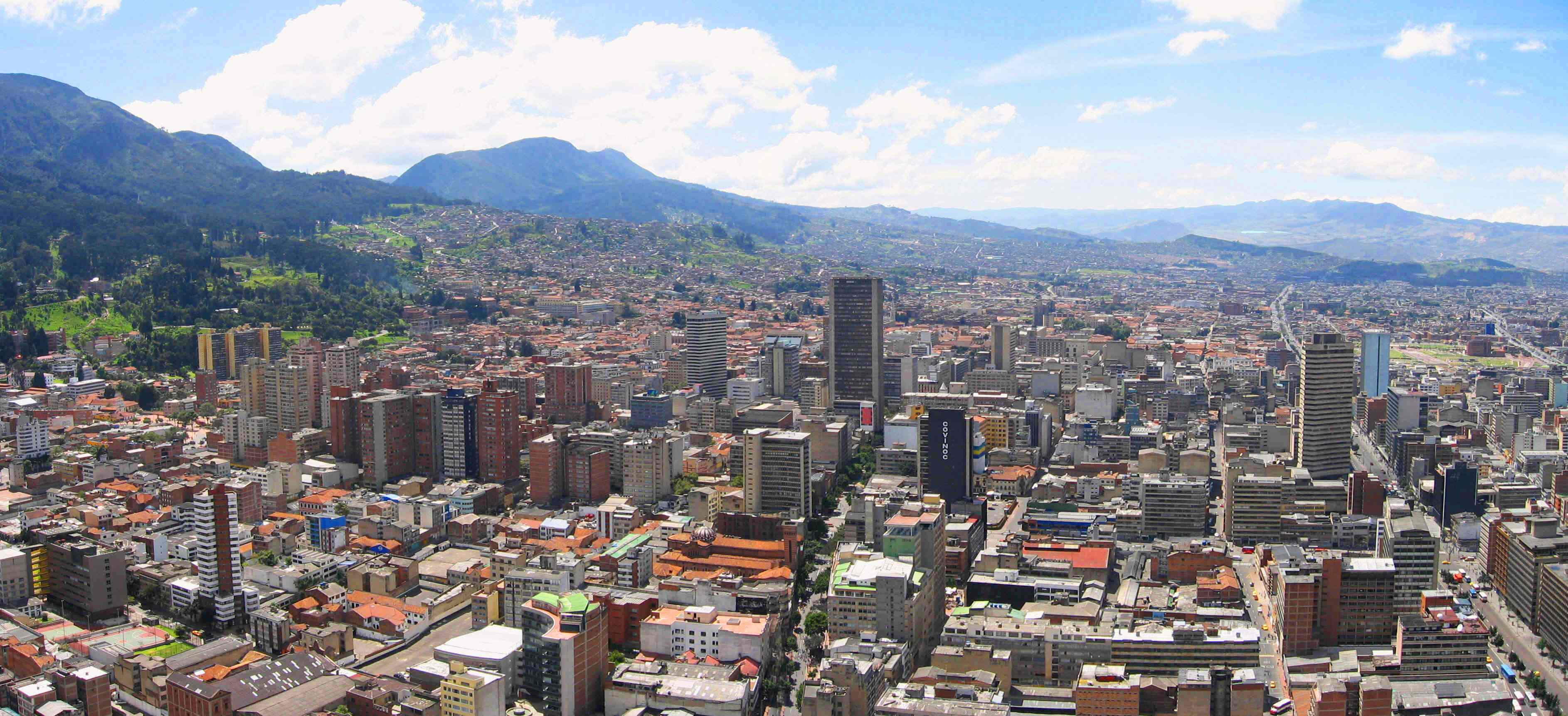
Bogotá

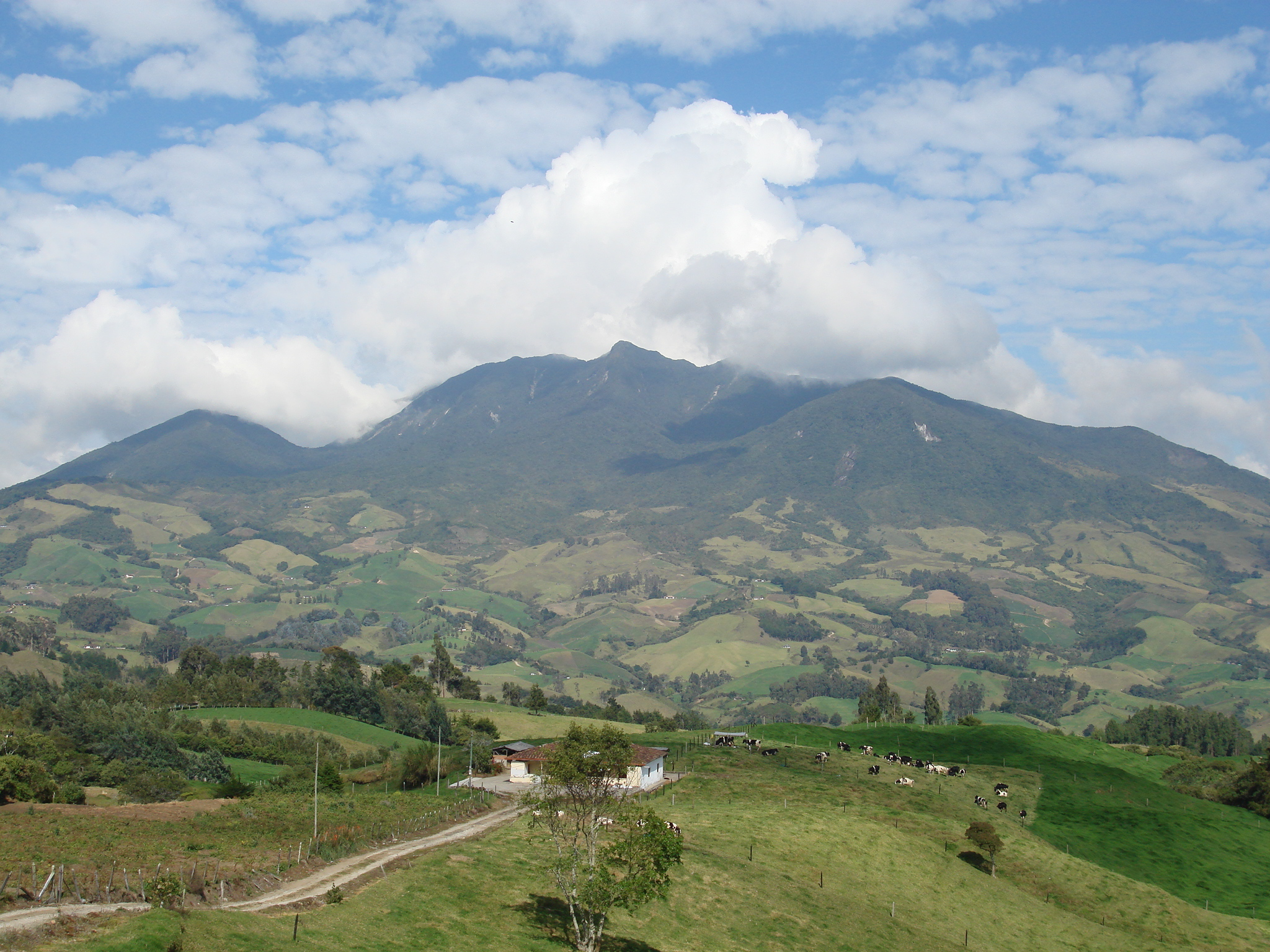
Krajina v departementu Antioquia

Kolumbie je unitární stát sestávající z 32 departementů a jednoho distriktu hlavního města. 
- Amazonas (Leticia)
- Antioquia (Medellín)
- Arauca (Arauca)
- Atlántico (Barranquilla)
- Bolívar (Cartagena)
- Boyacá (Tunja)
- Caldas (Manizales)
- Caquetá (Florencia)
- Casanare (Yopal)
- Cauca (Popayán)
- Cesar (Valledupar)
- Chocó (Quibdó)
- Córdoba (Montería)
- Cundinamarca (Bogotá)
- Guainía (Puerto Inírida)
- La Guajira (Riohacha)
- Guaviare (San José del Guaviare)
- Huila (Neiva)
- Magdalena (Santa Marta)
- Meta (Villavicencio)
- Nariño (Pasto)
- Norte de Santander (Cúcuta)
- Putumayo (Mocoa)
- Quindío (Armenia)
- Risaralda (Pereira)
- San Andrés a Providencia (San Andrés)
- Santander (Bucaramanga)
- Sucre (Sincelejo)
- Tolima (Ibagué)
- Valle del Cauca (Cali)
- Vaupés (Mitú)
- Vichada (Puerto Carreño)
- Bogotá D.C. (distrito capital)

## Ekonomika

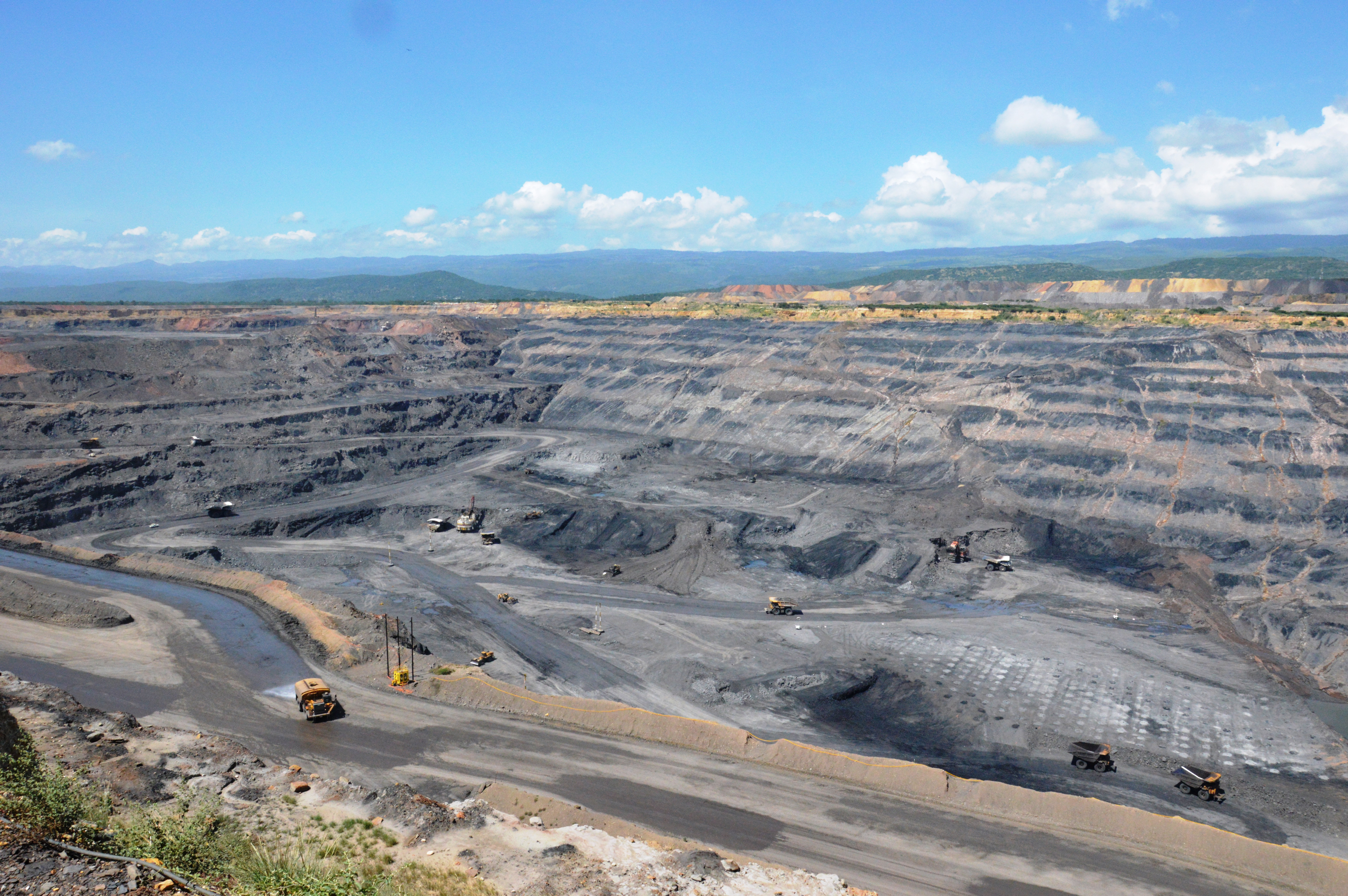
El Cerrejón je největší uhelný důl v Latinské Americe.

V roce 2012 Mezinárodní měnový fond kolumbijskou ekonomiku označil za 28. největší na světě a třetí největší v Jižní Americe (z hlediska HDP v paritě kupní síly). Podle Kolumbijského statistického úřadu (DANE) žije 26,9 % Kolumbijců pod hranicí chudoby (k 2017). Ještě v roce 1990 žilo v chudobě 65 % obyvatel, takže jde o výrazný posun k lepšímu, nicméně 7,4 % Kolumbijců stále žije v chudobě extrémní a 3,4 % dětí pod 5 let trpí podvýživou.
Celkový veřejný dluh představuje 47,4 % HDP země (k roku 2017). Zahraniční dluh k počátku roku 2018 činil 41 % HDP. Velkým zdrojem příjmů domácností jsou tzv. remitence, tedy příspěvky, které do Kolumbie posílají rodinní příslušníci pracující v zahraničí. V roce 2017 remitence dosáhly rekordních 5,7 miliardy amerických dolarů. Remitence posílá asi 4 miliony Kolumbijců žijících v zahraničí, přičemž zhruba polovina je ve Spojených státech a druhá v Evropě (zejm. ve Španělsku).
Export se podílí na tvorbě HDP 18 %. Nejvíce se vyváží ropa (47 % celkového exportu), uhlí (12,4 %), ropné deriváty (5,2 %), káva (4,5 %), zlato (2,9 %), květiny (2,5 %), banány (1,5 %) a feronikl, tedy slitina železa a niklu (1,2 %). Největší část vývozu směřuje (údaje v závorce jsou k roku 2017) do USA (29,1 %), Panamy (7,2 %), Mexika (4,1 %), Číny (4,1 %), Španělska (4 %) a Ekvádoru (3,8 %). Také dovoz je největší ze Spojených států (26,3 %), následuje Čína (19,2 %), Mexiko (7,5 %), Francie, Německo, Brazílie a Japonsko.

### Průmysl a zemědělství
Klíčovým sektorem je těžba. V zemi se těží antimon, cín, ropa, zemní plyn, zinek, uhlí, olovo, stříbro, zlato, bismut. Nalezení ložiska 2 miliard barelů (320 000 000 m³) vysoce kvalitní ropy na polích Cusiana a Cupiagua, asi 200 kilometrů východně od Bogoty, umožnil Kolumbii, aby se od roku 1986 stala čistým vývozcem ropy. Kolumbie je 4. největším producentem ropy v Latinské Americe a 4. největším producentem uhlí na světě.
Kolumbie má čtyři hlavní průmyslová centra - Bogotu, Medellín, Cali a Barranquillu. Jde o města, která se nacházejí v odlišných zeměpisných oblastech. Kolumbijská průmyslová odvětví zahrnují výrobu textilu a oděvů, zejména spodního prádla, kožených výrobků, zpracovaných potravin a nápojů, papíru a výrobků z papíru, chemikálií a petrochemických produktů, cementu, výrobků ze železa a oceli a jiných kovů.
Energetickou potřebu kryje Kolumbie ze 69,9 % hydroelektrárnami. Z toho důvodu je označována za ekologicky odpovědnou ekonomiku. Od roku 2004 se Kolumbie stala čistým vývozcem energie. Má též 4 350 km plynovodů a 6 134 km ropovodů. Čtyři z pěti hlavních ropovodů jsou spojeny s karibským exportním terminálem v Puerto Coveñas. Ropovody musí být často chráněny před útoky, které jsou v Kolumbii častým cílem vydírání a bombardování různými partyzánskými skupinami.
Po konci hlavní fáze partyzánských válek (2016–2017) oživilo výrazně zemědělství. Pěstuje se kukuřice, rýže, ječmen, brambory, maniok, sójové boby, banány, citrusy, kávovník a cukrová třtina, jejíž rozsáhlé plantáže jsou zejména v departmentu Valle del Cauca. Chová se skot, prasata, ovce, lamy alpaky, drůbež. V zemědělství v roce 2012 pracovalo 11 % obyvatel. Země je třetím největším vývozcem kávy, druhým největším vývozcem řezaných květin, pátým největším světovým producentem palmového oleje a sedmým největším cukrové třtiny.

### Doprava
Doprava je vzhledem k Andskému pohoří, které vede od jihu země na sever, a amazonské a dariénské džungli, poměrně složitá. Tyto překážky rozvoje národních silničních sítí s mezinárodními návaznostmi se snaží řešit ministerstvo dopravy, které bylo v roce 1993 přejmenováno a přeorganizováno a snaží se plánovat a regulovat tento sektor. Hlavním způsobem dopravy zboží jsou silnice (69 %), po železnici je dopravováno 27 % zboží, 3 % po vnitrozemských vodních tocích a 1 % leteckou dopravou. Domorodé kolumbijské kmeny dříve k dopravě používaly a nadále používají vodní toky – řeky Magdalenu, Cauco, Atrato, Orinoko a Amazonku - pomocí vorů a kánoí. S příchodem Španělů se začaly k dopravě užívat koně, první povozy a budovat první cesty. Během 19. století se začaly stavět dnes zaostalé železnice a první důležité přístavy např. přístav Cartagena, Buenaventura nebo Tumaco, které dnes zahrnují 80 % překládky zahraničního nákladu.
Aby Kolumbie zvládla překonat zeměpisné bariéry, snaží se propagovat leteckou dopravu. V roce 1919 zde vznikla druhá letecká společnost na světě - Kolumbijská společnost pro leteckou navigaci (The Colombian Company of Air Navigation). Od 90. let 20. století operují na hlavních letištích hlavně soukromé firmy a za největší kolumbijské letiště, které je považováno za největší letiště pro nákladní dopravu v Latinské Americe (33. na světě), je považováno bogotské El Dorado International Airport. Na začátku roku 2000 okolo 72 % pasažérů létalo vnitrostátně a pouhých 28 % mezistátně. Celkem je v Kolumbii 984 letišť.

## Obyvatelstvo

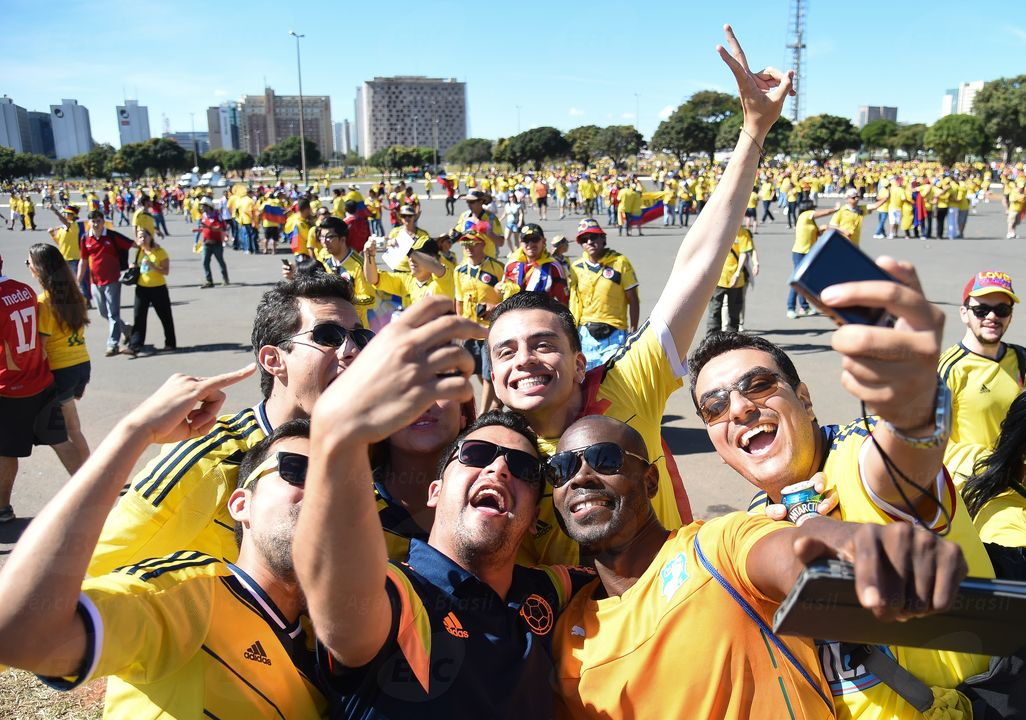
Kolumbijští fanoušci na mistrovství světa ve fotbale 2014

Podle sčítání z roku 2017 má Kolumbie 49 232 605 obyvatel. Průměrný roční přírůstek populace je 1,02 %. Kolumbie je třetí nejlidnatější zemí v Latinské Americe (po Brazílii a Mexiku). Ještě na počátku 20. století byl počet obyvatel jen 4 miliony, v polovině století 12 milionů. Populace je nicméně soustředěna v západní části země, ve východní polovině žije jen asi 6 procent obyvatel. Kolumbie má nejvíce urbanizovanou společnost v Latinské Americe, v roce 2014 žilo ve městech již 76 % obyvatel (ještě v roce 1938 to bylo jen 31 %). Jen v Bogotě žije 8 milionů lidí a je tak pátým nejlidnatějším městem amerického kontinentu. Partyzánské a drogové války nicméně vedou k tomu, že má Kolumbie nejvyšší počet vnitřně vysídlených osob (vnitrostátních uprchlíků) na světě (4,9 milionu v roce 2012). Navzdory tomu má třetí nejšťastnější obyvatelstvo na planetě.
58 % obyvatel jsou mestici (míšenci bělochů a Indiánů), 20 % běloši, 14 % mulati (míšenci černochů a bělochů), 1 % původní indiánské obyvatelstvo. Zbytek jsou míšenci jiného druhu.
90 % obyvatel se hlásí k římskokatolické církvi. V zemi, podobně jako jinde v karibské oblasti, je stále obvyklý exorcismus, 21 procent kolumbijských katolíků uvedlo, že bylo jeho svědkem.
99,2 % Kolumbijců hovoří španělsky. Přežívá však také přes 90 dalších jazyků, často původních obyvatel, např. z čibčské jazykové rodiny. Indiánskými jazyky mluví asi 850 000 Kolumbijců. Mnohé z těchto jazyků jsou však ohrožené tím, že ztratí veškeré rodilé mluvčí.

## Kultura

### Umění

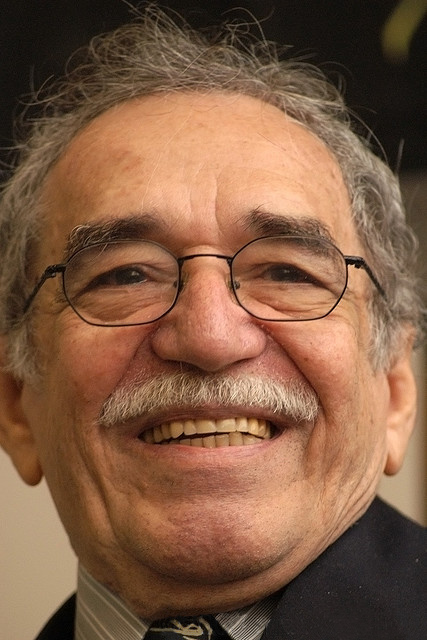
Gabriel García Márquez

Nejznámějším kolumbijským spisovatelem a umělcem vůbec je Gabriel García Márquez, nositel Nobelovy ceny za literaturu (1982), autor bestsellerů jako Sto roků samoty nebo Láska za časů cholery. Nejprestižnější literární ocenění ve španělsky mluvícím světě Cervantesovu cenu získal roku 2001 básník, prozaik a esejista Álvaro Mutis, jako první a dosud jediný Kolumbijec.
Kolumbijská literatura byla v koloniální době závislá na literatuře španělské. Začala se utvářet v 19. století v romantickém proudu (především Rafael Pombo a Jorge Isaacs) a v realistické próze (Tomás Carrasquilla). Poezie vyvrcholila v modernistické lyrice José Asuncióna Silvy a v avantgardní tvorbě Leóna de Greiffa, na niž navázala skupina Kámen a nebe (Jorge Rojas). K nejvýznamnějším romanopiscům Latinské Ameriky patřil ve 20. letech José Eustasio Rivera. Místní význam přesáhla i tvorba dalších romanopisců, jako byli například Eduardo Zalamea Borda, Jorge Zalamea, Eduardo Caballero Calderón.
Významným sochařem je Fernando Botero, známý figurativní tvorbou, s figurami vždy poněkud předimenzovanými.
Nejznámější kolumbijskou zpěvačkou pop music je Shakira, zpěvákem Juanes. Herečka Catalina Sandino Morenová získala Stříbrného lva na festivalu v Berlíně, v americkém filmu se prosadil John Leguizamo či Sofía Vergara známá ze seriálu Taková moderní rodinka.

### Památky
Na seznam světového kulturního dědictví UNESCO byly zapsány město Cartagena s nejrozsáhlejším opevněním v Jižní Americe, historické centrum Santa Cruz de Mompox, andský incký systém cest Qhapaq Ñan, kulturní krajina kávových plantáží, archeologické lokality Tierradentro a San Agustín a národní park Serranía de Chiribiquete s jeskynními malbami (přírodním dědictví UNESCO jsou ostrov Malpelo a národní park Los Katíos). San Augustín, ležící ve výšce 1800 metrů, je také někdy zváno Údolí soch. Obsahuje totiž přes 500 kamenných skulptur nejrůznějšího druhu, nejvyšší dosahují až sedmi metrů. Kultura, jež je vytvořila, zůstává neznámá. Podle archeologů je celá oblast zřejmě největší nekropolí světa. Sochy objevil v roce 1794 španělský mnich Fray Juan.

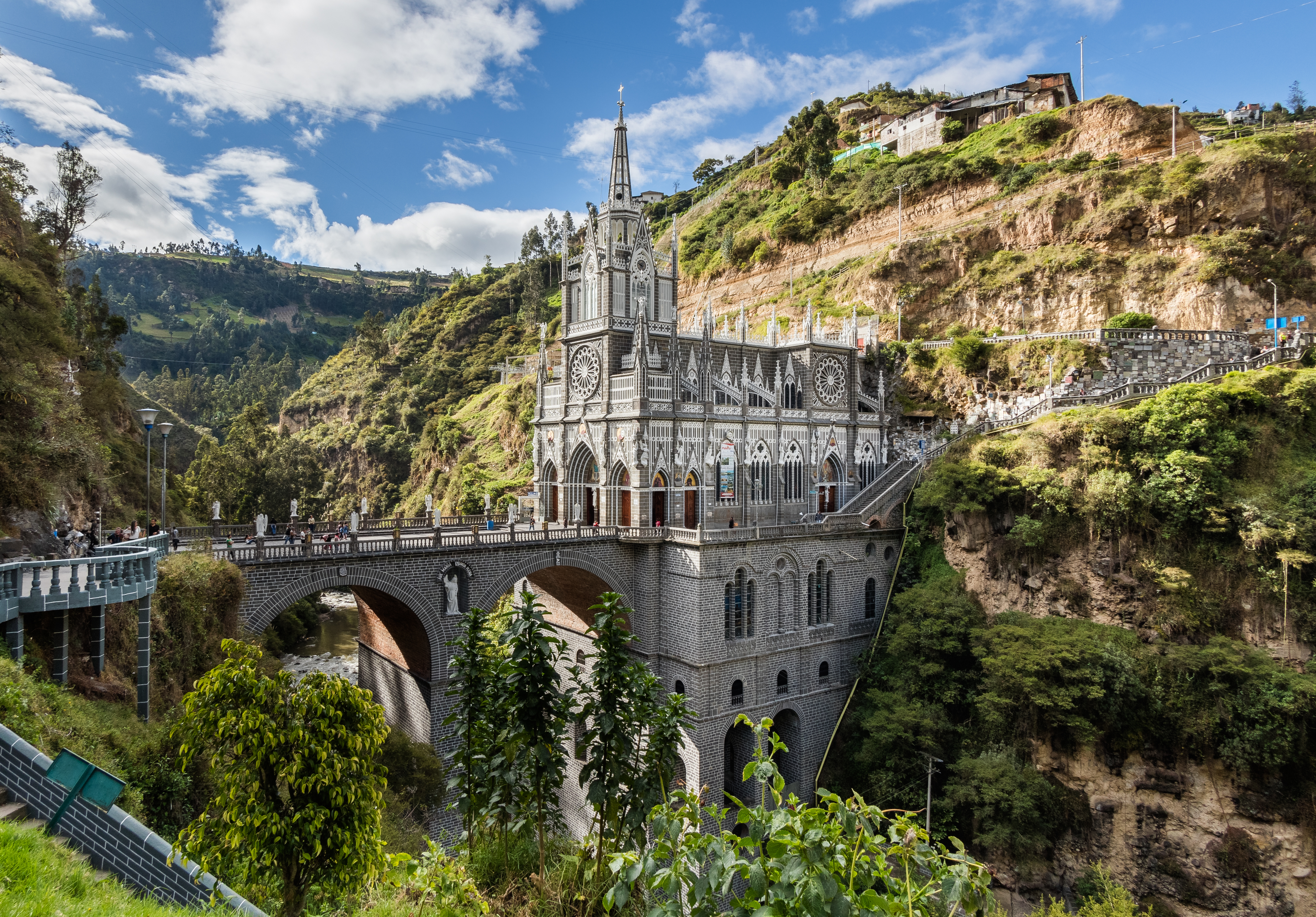
Svatyně Las Lajas

Druhou nejvýznamnější předkolumbovskou historickou památkou v Kolumbii je Ztracené město (Ciudad Perdida). Nachází se vedle městečka Santa Marta. Město bylo zřejmě založeno okolo roku 800, tedy asi o 650 let dříve než pověstné Machu Picchu. Jedná se o prastarý komplex 169 kamenných teras se schody a stavbami na vrcholcích hor, k nimž patří i síť dlážděných cest. Toto místo leží hluboko v džungli, v úpatí hory strmě stoupající nad řekou Buritaca, v oblasti národního parku Sierra Nevada de Santa Marta. Zdejší Indiáni je nazývají Teyuna. Indiánský kmen Taironů, který v oblasti žije, a to velmi tradičním způsobem života, a o městě věděl, ale snažil se jeho existenci utajit před okolním světem. Ztracené město bylo objeveno teprve v roce 1972, když skupina místních lupičů pokladů narazila na kamenné schody stoupající vzhůru po úpatí hory a vydala se po nich. Tak objevili pradávné město, jež nazvali „Zelené peklo“. Když se na místním černém trhu začaly objevovat zlaté sošky a keramické nádoby, jež odtud pocházely, úřady město v roce 1975 objevily. Předpokládá se, že kulturního vrcholu zde bylo dosaženo zhruba před 1500 lety a že mnoho památek možná stále ukrývá okolní prales.
Z křesťanských památek je nutno zmínit unikátní Svatyni Las Lajas, jež je od 18. století poutním místem a ve 20. století zde byla postavena novogotická, velmi romantická bazilika. Tyčí se do výše 100 metrů nade dnem kaňonu řeky Guáitara a s protější stranou kaňonu je spojen 50 metrů vysokým mostem. Svatyně nemá přední stěnu, tu tvoří skála, do které je stavba zapracovaná. Jde o oblíbený cíl turistů. Novorománská katedrála vznikla v roce 1931 v Medellínu (Katedrála Neposkvrněného početí Panny Marie). Z roku 1838 pochází Catedral de La Inmaculada Concepcion v Barichara.

### Muzea
V Kolumbii je mnoho různých muzeí: historie, archeologie, etnografie, zbraně, umění, antropologie, zlata. Muzeum zlata je jediné takto orientované muzeum na světě, s 24 000 starověkými inckými zlatými šperky a smaragdy. Významné je též Muzeum koloniálního umění či Muzeum boje za nezávislost.

### Kuchyně

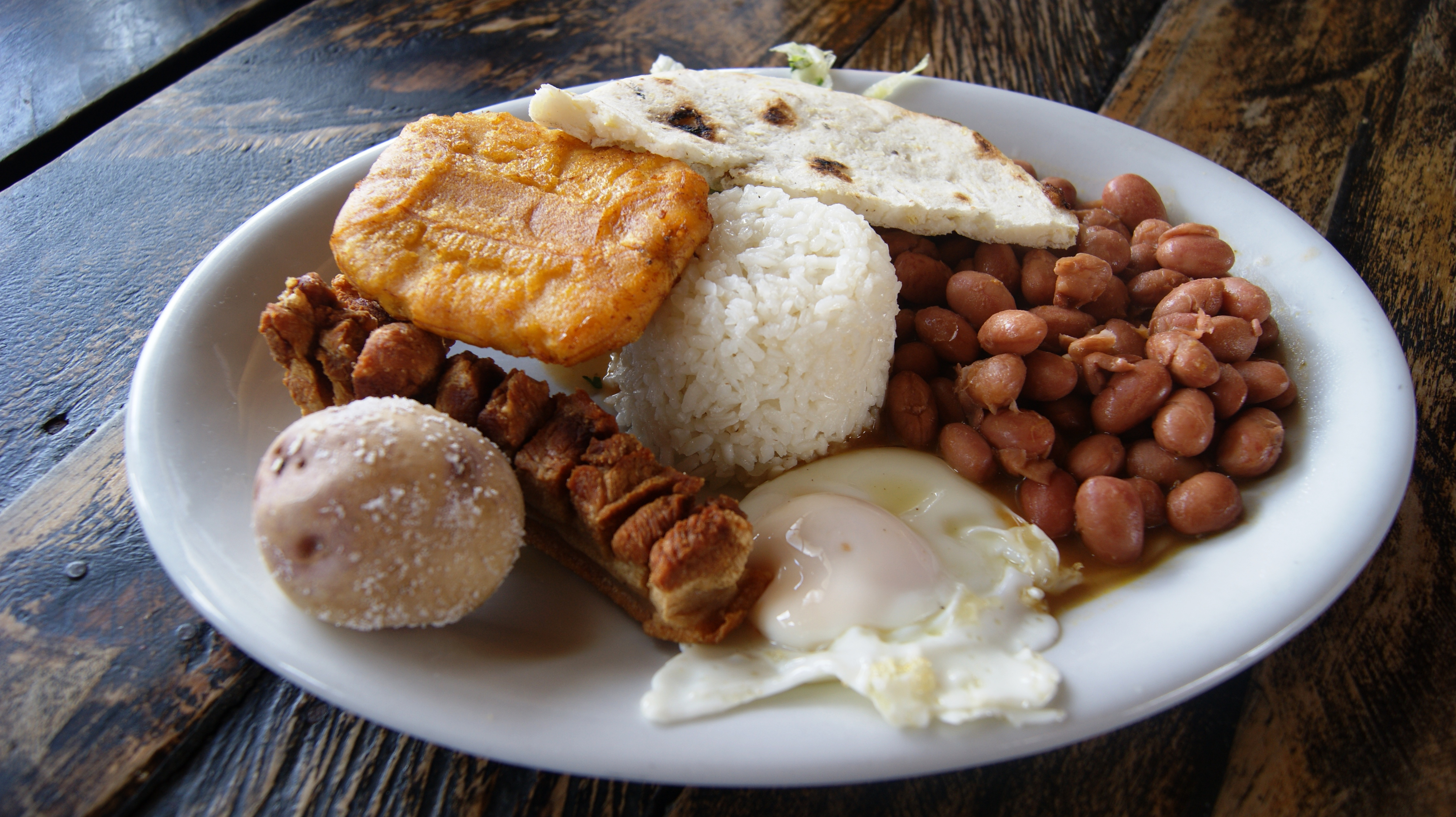
Bandeja paisa

Kolumbijská kuchyně je směsí vlivů kuchyně původních Indiánů, španělské kuchyně, africké kuchyně, karibské kuchyně a v některých oblastech i arabské kuchyně. Kvůli vysoké kulturní diverzitě Kolumbie se kuchyně v každém regionu liší. Velmi typickou v celé Kolumbii je nicméně placka z kukuřičné mouky používaná jako příloha, která se nazývá arepa. Prastarý původ mají patrně tamales, balíčky z kukuřičných nebo banánových listů plněných kukuřičnou hmotou, do které se přidávají další ingredience, jako je vepřové, kuřecí nebo hovězí maso, chilli papričky, salsa verde, měkký sýr, zelenina nebo olivy. Existuje rovněž sladká verze nádivky z kukuřice, rozinek, skořice a vanilky. Indiáni připravovali tamales už v 8. tisíciletí př. n. l. Ovšem v aztécké kuchyni bývaly tamales plněny masem žab nebo axolotlů. Oblíbená je také empanada, která přišla ze Španělska. Jako i jinde v Latinské Americe jsou oblíbená jídla z fazolí, jako je například bandeja paisa, což je směs fazolí, rýže, masa, klobás a zeleniny. Typické je také užití plantainu, zvaného též zeleninový banán, přidává se například do polévky sancocho. Do jiné polévky, ajiaco, se zase přidává pěťour, do další zvané mote de queso pak batáty. Z nápojů je oblíbené kukuřičné pivo, alkoholický nápoj z cukrové třtiny zvaný aguardiente, silně slazená káva tinto a samozřejmě indiánské dědictví – horká čokoláda.

### Sport

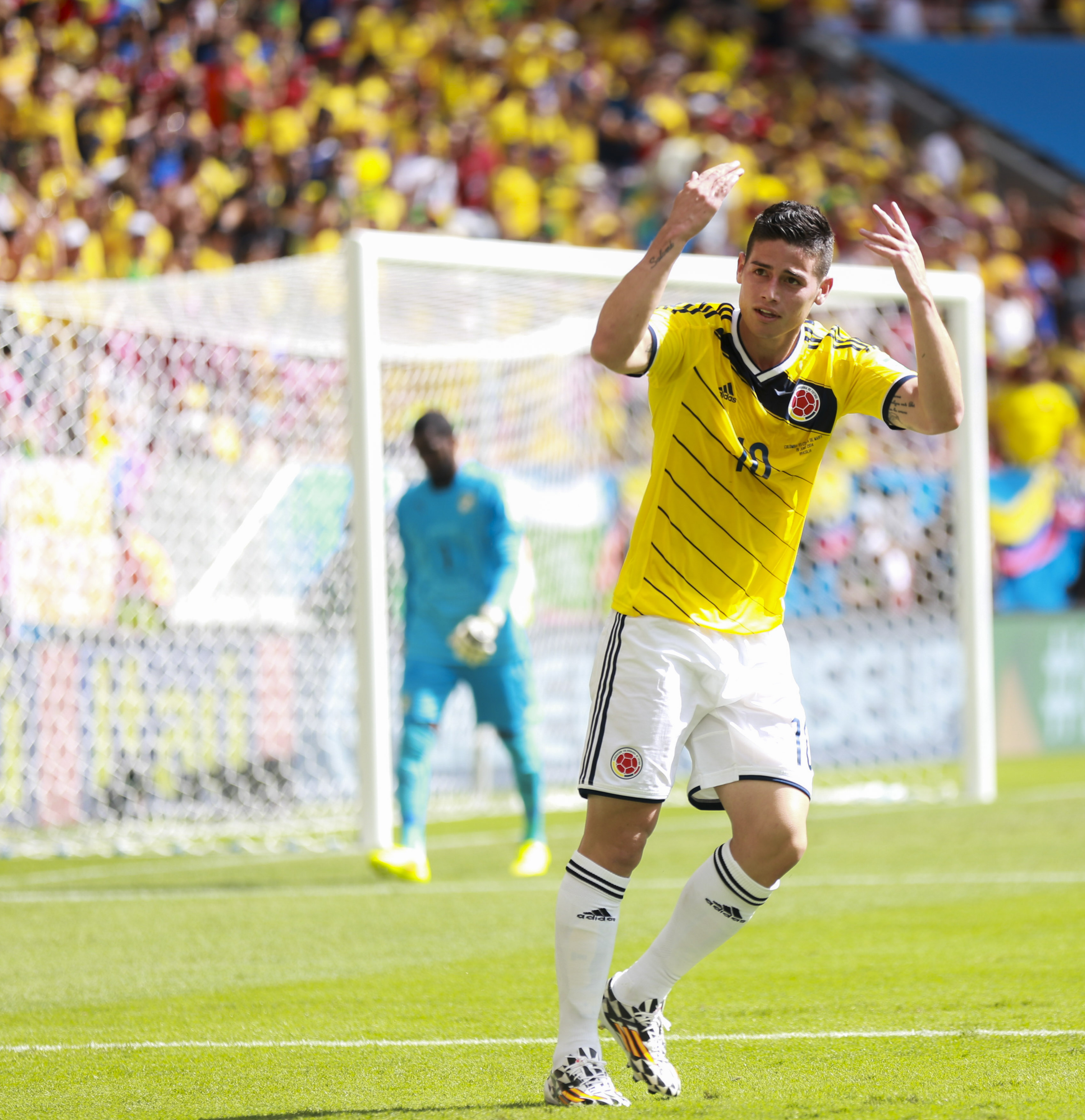
James Rodríguez

Jako všude jinde v Latinské Americe, nejpopulárnějším sportem je v Kolumbii fotbal. Nejúspěšnějším světovým šampionátem byl pro kolumbijskou reprezentaci ten brazilský v roce 2014, kde se probojovala do čtvrtfinále a její ofenzivní záložník James Rodríguez se stal se šesti brankami nejlepším střelcem celého mistrovství a byl vybrán i do all-stars týmu turnaje, jako první Kolumbijec v historii. Kolumbijci si také cení svého prvního a dosud posledního vítězství na Copa América v roce 2001. Tři kolumbijští hráči se stali vítězi ankety Fotbalista roku Jižní Ameriky. Dvakrát se to podařilo Carlosi Valderramovi (1987, 1993), posléze ho napodobili Teófilo Gutiérrez (2014) a Miguel Borja (2016). Útočník Radamel Falcao je dvojnásobným vítězem Evropské ligy a také jejím dvojnásobným nejlepším střelcem. Carlos Bacca stejnou soutěž vyhrál dvakrát se Sevillou. Faustino Asprilla vyhrál s Parmou Pohár vítězů pohárů a dvakrát Pohár UEFA. Smutně proslulým je příběh fotbalisty Andrése Escobara zavražděného kvůli vlastnímu gólu na mistrovství světa v roce 1994. Dva kolumbijské kluby vyhrály nejprestižnější klubovou soutěž Jižní Ameriky, Pohár osvoboditelů (Copa Libertadores): Atlético Nacional (1989, 2016) a Once Caldas (2004).

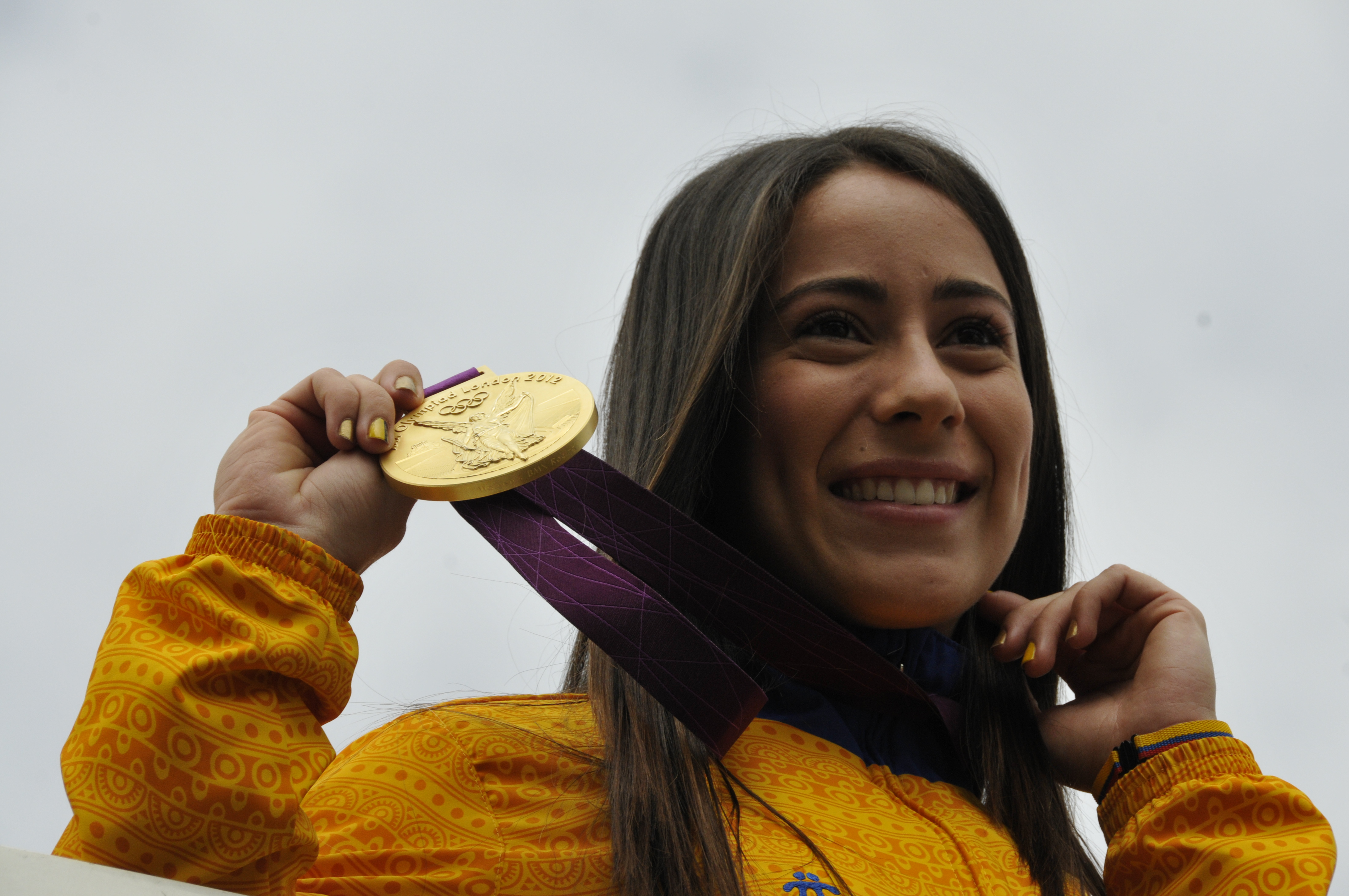
Mariana Pajónová

Olympijských her se Kolumbie zúčastňuje od roku 1932 a od té doby (k roku 2018) brala pět zlatých medailí. Zajímavé je, že čtyři z nich přivezly ženy. Tu první vzpěračka María Isabel Urrutiaová (2000), Hned dvě má na svém kontě cyklistka Mariana Pajónová, která vyhrála závod BMX v Londýně 2012 a podařilo se jí obhájit v Riu 2016. V Riu triumfovala i trojskokanka Caterine Ibargüenová a zajistila tak Kolumbii nejlepší atletický výsledek v historii. Ibargüenová je též dvojnásobnou mistryní světa. V roce 2016 získal zlato i vzpěrač Óscar Figueroa a Rio se tak stalo nejúspěšnější kolumbijskou olympiádou v historii.

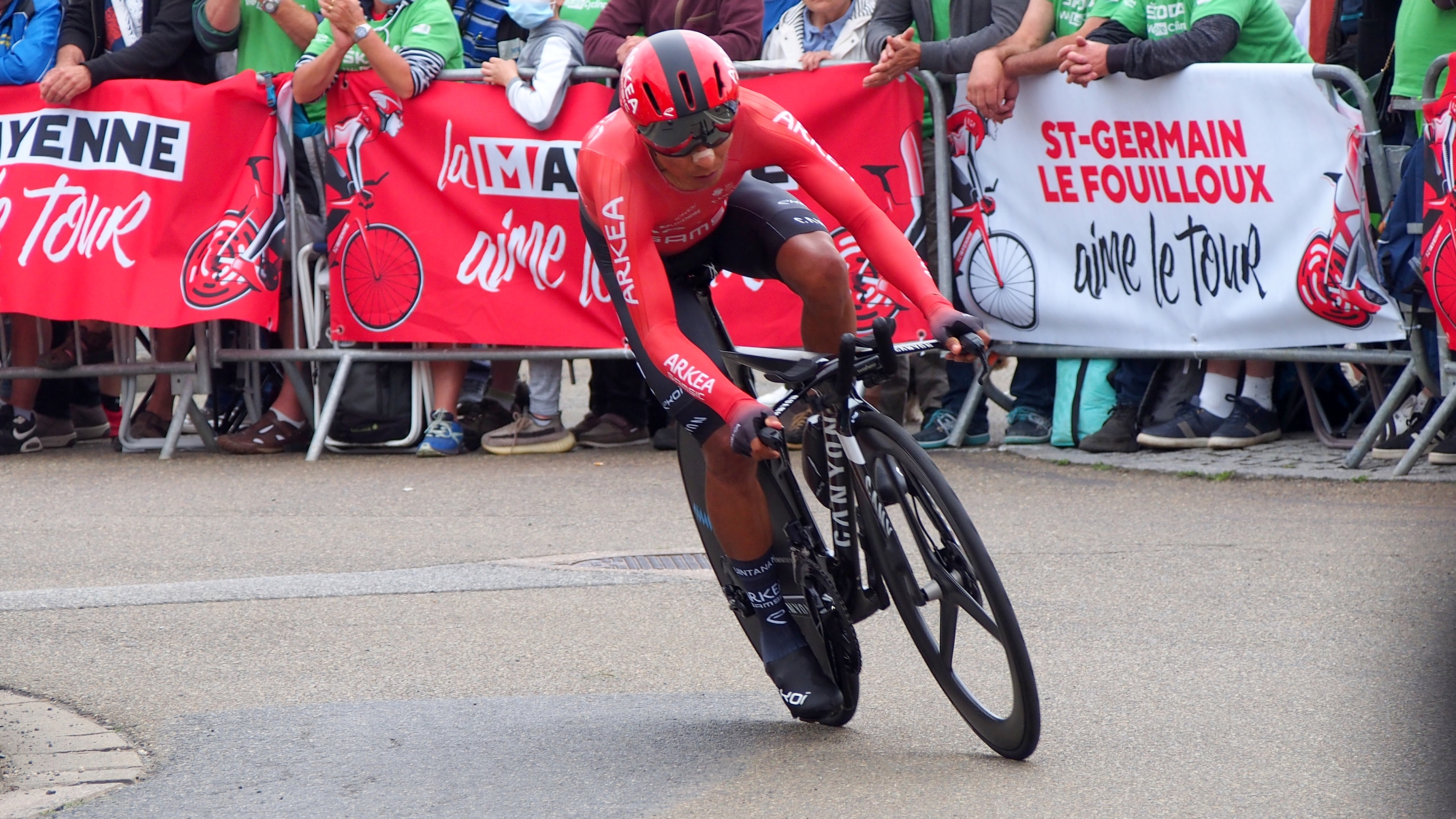
Nairo Quintana

Mimořádně populární je v Kolumbii cyklistika. Cyklista Nairo Quintana vyhrál Giro d'Italia i Vueltu a na Tour de France skončil druhý, Luis Herrera vyhrál Vueltu, Rigoberto Urán skončil druhý na Giru i Tour, Esteban Chaves druhý na Giru, Fabio Parra druhý na Vueltě a třetí na Tour. Egan Bernal se stal v roce 2019 prvním jihoamerickým vítězem v historii Tour de France. Edwin Ávila je dvojnásobným mistrem světa v bodovacím závodě. Známým závodním automobilovým jezdcem je Juan Pablo Montoya. Kolumbijci jsou dvojnásobní mistři světa v baseballu (1947, 1965). Vítězem Světové série v americké MLB se stali baseballisté Orlando Cabrera a Édgar Rentería. Orlando Duque je mistr světa ve skocích do vody a také proslulým skokanem z extrémních výšek.
Tradičním lidovým sportem je tejo, v němž hráči hází kámen na terč naplněný střelným prachem, který při správné trefě vybuchne.